# Tormenta tropical Arthur (1996)
La tormenta tropical Arthur fue el primer ciclón tropical y tormenta nombrada de la temporada de huracanes del Atlántico de 1996 que causó inundaciones mínimas en las Carolinas a mediados de junio de 1996. Arthur se originó en un área de mayor convección al este de las Bahamas el 16 de junio de 1996. aumentó en organización y fue designada como depresión tropical el 17 de junio. La depresión avanzó hacia el noroeste y se convirtió en tormenta tropical Arthur mientras se encontraba frente a la costa del sureste de los Estados Unidos el 19 de junio. Más tarde ese día, Arthur alcanzó su punto máximo con vientos máximos sostenidos de 45 mph. (75 km/h), pero se debilitó ligeramente antes de tocar tierra en Carolina del Norte a primera hora del día siguiente. Después de golpear Carolina del Norte, Arthur se dirigió hacia el mar y se debilitó aún más hasta convertirse en una depresión tropical. El 21 de junio, Arthur pasó a ser un ciclón extratropical. En general, el impacto de Arthur fue mínimo, limitado a lluvias ligeras y oleaje moderado en Carolina del Norte y del Sur, así como a un tornado en Florida. Los daños totales ascendieron a 1 millón de dólares (USD de 1996), pero no se reportaron víctimas mortales.

## Historia meteorológica
El 16 de junio de 1996, imágenes satelitales revelaron un área de mayor convección al este de las Bahamas, que se creía que estaba asociada con una onda tropical. El 17 de junio, la convección aumentó en organización en los niveles inferiores de la atmósfera. A las 1800 UTC, el sistema se había organizado lo suficiente como para ser designado depresión tropical, lo que la convierte en la primera de la temporada. Inicialmente, la depresión se dirigió hacia el noroeste bajo las corrientes conductoras del flujo de bajo nivel alrededor de la periferia occidental de la cordillera subtropical del Atlántico. La fuerte cizalladura del viento debida a vientos rápidos en los niveles superiores asociados con una depresión de núcleo frío sobre el este del Golfo de México impidió una mayor intensificación por un tiempo, pero el 18 de junio se desarrolló un área de convección profunda al norte del centro de circulación. Según el análisis de los datos de reconocimiento, la depresión tropical pasó a ser tormenta tropical Arthur a las 1900 UTC del 19 de junio.
Se produjo un mayor fortalecimiento, ya que la tormenta alcanzó vientos máximos de 45 mph (75 km/h). Con el tiempo, Arthur giró gradualmente hacia el noreste y tocó tierra cerca de Cape Lookout, Carolina del Norte, a principios del 20 de junio. El centro se movió sobre Pamlico Sound y Cape Hatteras National Seashore y salió al Atlántico. Aunque la tormenta contenía una convección profunda mínima, las imágenes de satélite indicaron que Arthur tenía un centro de bajo nivel bien definido. La tormenta tropical se debilitó hasta convertirse en una depresión tropical a unas 100 millas (160 km) al noreste del cabo Hatteras y aceleró hacia el noreste cuando aumentaron las corrientes de dirección del oeste. La convección profunda volvió a aumentar el 21 de junio, aunque la falta de simetría indicaba que los restos de Arthur estaban perdiendo características tropicales. La velocidad de avance aumentó a 40 mph (64 km/h) y posteriormente la tormenta perdió todas sus características tropicales a las 1200 UTC del 21 de junio, mientras estaba centrada a unas 350 millas (560 km) al noreste de las Bermudas. Los remanentes extratropicales avanzaron hacia el noreste durante 36 horas y fueron identificados por última vez a mitad de camino entre Terranova y las Azores, donde fueron absorbidos por un ciclón extratropical mucho más grande sobre el Atlántico Norte.

## Preparativos e impactos

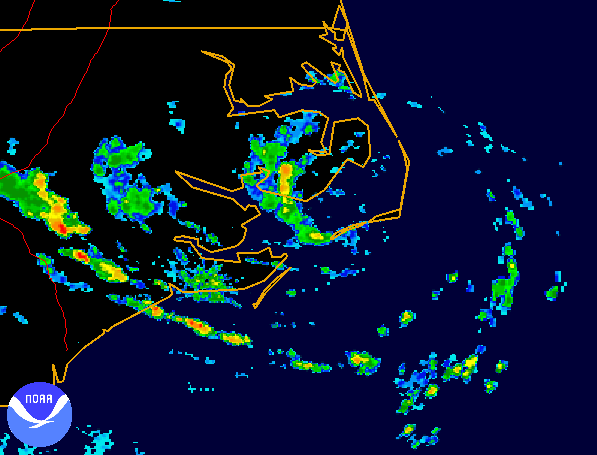
Imágenes de radar de la tormenta tropical Arthur impactando en Carolina del Norte

El 18 de junio, se emitió una advertencia de tormenta tropical para ubicaciones costeras desde Edisto Beach, Carolina del Sur, hasta Cape Lookout, Carolina del Norte. Poco después, se emitió una alerta de tormenta tropical al norte de Cape Lookout hasta la frontera entre Carolina del Norte y Virginia, incluidos Pamlico y Albemarle Sounds. La alerta de tormenta tropical se extendió posteriormente desde la frontera entre Carolina del Norte y Virginia hasta Cape Charles, Virginia, incluida Virginia Beach. A última hora del 19 de junio, se suspendieron todos los avisos.
Un tornado aterrizó en Florida y no causó víctimas mortales ni heridos. Cuando el centro de Arthur pasó a 121 km (75 millas) al este de Cape Romain, Carolina del Sur, se informaron aumentos menores en el oleaje. En Carolina del Norte, las olas alcanzaron hasta 2,1 m (7 pies). Las precipitaciones alcanzaron un máximo de 5,85 pulgadas (149 mm) en Georgetown, Carolina del Sur, aunque debido a que cayeron gradualmente, no se informaron inundaciones significativas, aparte de pequeños charcos de agua en las carreteras. Además, Arthur también trajo precipitaciones a Georgia y Virginia, aunque las cantidades de lluvia registradas rara vez excedieron las 3 pulgadas (76 mm). Se informaron vientos sostenidos de 46 mph (74 km/h), y en alta mar, el Atlantic Huron informó un viento sostenido de 48 mph (77 km/h) a las 1500 UTC del 19 de junio, mientras se encontraba a 35 millas (56 km) al sureste de El centro de Arturo. Además, una estación C-Man ubicada a unas 34,5 millas (55,5 km) al sureste de Cape Fear, Carolina del Norte, informó vientos sostenidos de 39 mph (64 km/h) y ráfagas de hasta 45 mph (75 km/h). En general, los daños causados por Arthur fueron mínimos, por un total de sólo 1 millón de dólares (1996 USD).